# Orangeroter Heftelnabeling
Der Orangerote oder Gemeine Heftelnabeling (Rickenella fibula, Syn. Gerronema fibula, Omphalia fibula) ist eine Pilzart aus der Ordnung der Borstenscheiblingsartigen (Hymenochaetales). Die kleinen, zierlichen Fruchtkörper haben einen tief genabelten und oft lebhaft orangen Hut. Die deutlich blasser gefärbten Lamellen auf der Unterseite laufen weit an dem dünnen Stiel herab. Der Pilz kommt sowohl in Wiesen, Wäldern als auch in Mooren vor und wächst oft in Moospolstern. Die sehr häufige Art ist nahezu weltweit verbreitet.

## Merkmale

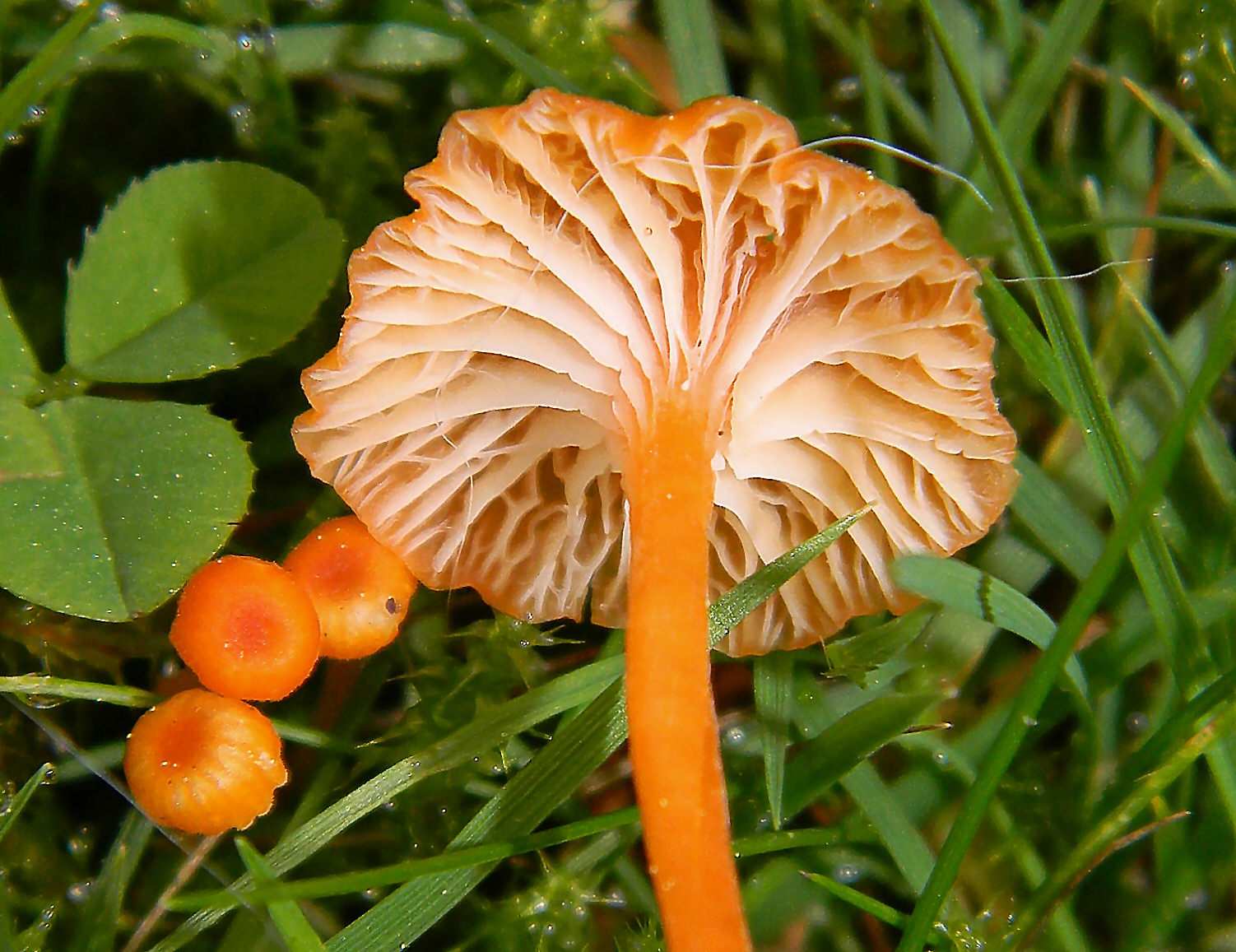
Die Lamellen des Orangeroten Heftelnabelings (Rickenella fibula) sind am Grund queraderig verbunden.

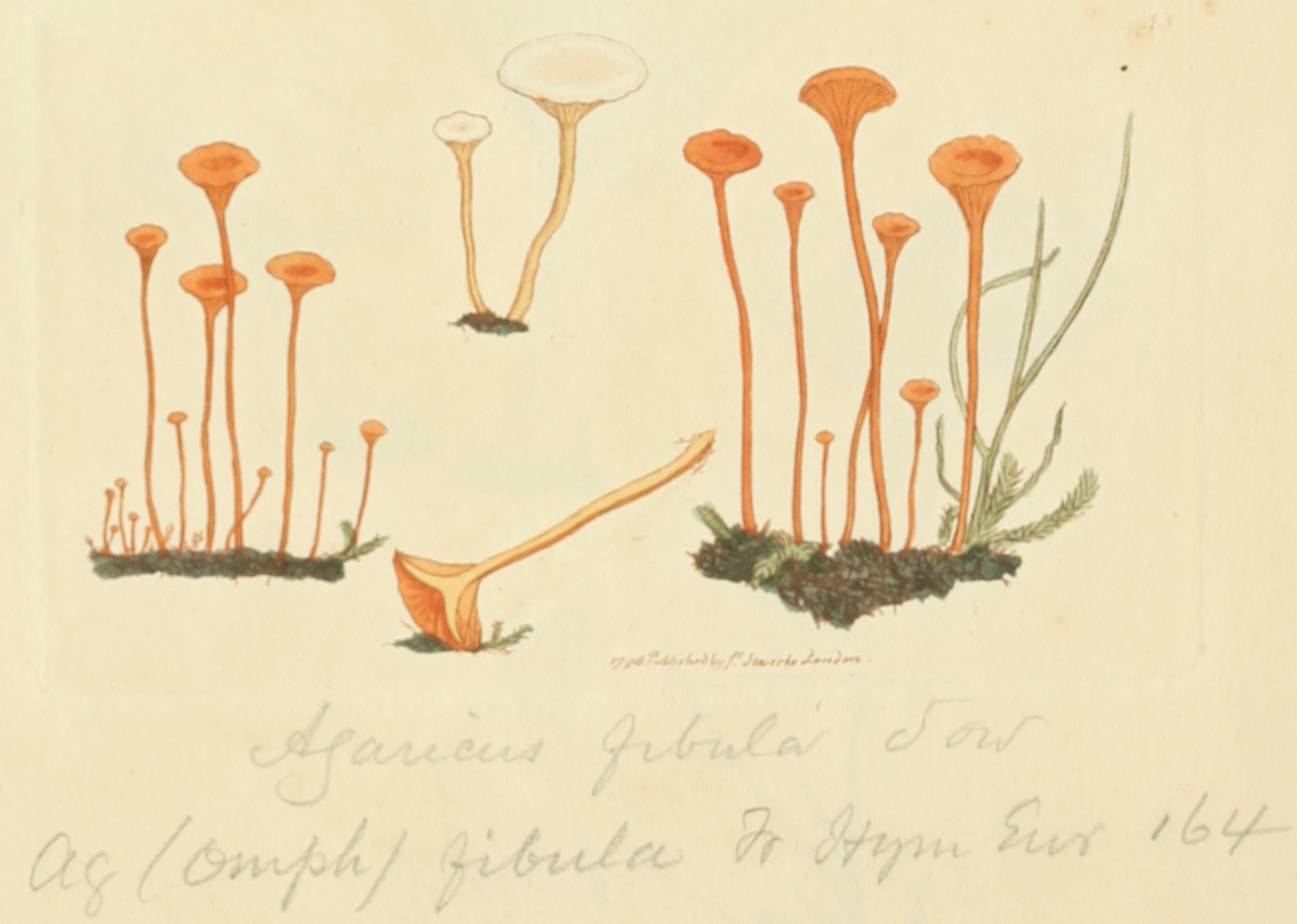
Farbtafel von James Sowerby aus „Coloured Figures of English Fungi or Mushrooms“

### Makroskopische Merkmale
Der 4–10 mm breite, hygrophane Hut hat eine halbkugelige, am Scheitel abgeflachte und tief genabelte Form. Die glatte, matte Oberfläche ist lebhaft orangegelblich gefärbt, in der Mitte oft etwas dunkler und zum Rand hin meist heller. Der Hut kann aber stark ausblassen und besitzt dann eine ledergelbliche bis fast weißliche Farbe. Der schwach gekerbt-gefurchte und bisweilen etwas wellige Rand zeigt bei Feuchtigkeit eine durchscheinende Riefung. Die weißlich bis blass orangen Lamellen laufen sichelförmig am Stiel herab. Manchmal sind sie auch queradrig verbunden. Die Lamellenschneiden sind glatt. Das Sporenpulver ist weißlich. Der fadendünne und zähe Stiel ist 2–6 cm lang und etwa 1–2 mm breit. Er ist zylindrisch, hohl und über die gesamte Länge mit farblosen, kurzen sowie abstehenden Härchen (Kaulozystiden) besetzt. Der Stiel ist orangegelb, zum unteren Ende hin oft etwas heller gefärbt und kann dort bisweilen feinfilzig sein. Die Fruchtkörper haben weder einen charakteristischen Geruch noch einen markanten Geschmack. Das Fleisch ist sehr dünn und blass orange.

### Mikroskopische Merkmale
Die elliptischen und glatten Sporen sind 4–5,5 Mikrometer lang, 2–2,5 µm breit und lassen sich mit Jodlösung nicht anfärben. An den Basidien reifen jeweils vier Sporen heran. Die Lamellentrama ist regulär aufgebaut. Zystiden kommen zerstreut bis reichlich an allen Teilen des Fruchtkörpers vor. Die ziemlich zylindrischen bis fast spindelförmigen, farblosen und dünnwandigen Pleurozystiden haben eine Länge von 36–56 µm und eine Breite von 6–10 µm. An der Spitze sind sie eher abgerundet als spitz und manchmal fast kopfig. Die länglichen Pileozystiden der Huthaut messen 60–90 × 10–14 µm. Die Caulozystiden treten besonders an der Stielspitze sehr reichlich auf. Sie ähneln den Pilozystiden in Größe und Form.

## Artabgrenzung

### Orangeroter Helmling
Der zierliche Fruchtkörper, die orangegelblichen Farben und die herablaufenden Lamellen kennzeichnen diesen häufigen Pilz recht gut. Der Orangerote Helmling (Mycena acicula) kann eine gewisse Ähnlichkeit haben. Sein Hut ist nicht genabelt und die Lamellen laufen nicht am Stiel herab. Er wächst auf holzigem Substrat.

### Nabelinge im weiteren Sinne
Ähnlich sind auch die Vertreter der Gattung der Nabelinge (Omphalina) und deren Verwandte, bei denen die Hüte ebenfalls nabelartig vertieft sind. Der Gefaltete Flechtennabeling (Lichenomphalia umbellifera) ist ein Pilz, der als Flechte lebt und durchaus zwischen Moosen erscheinen kann. Er hat aber im Verhältnis zu seinem Hutdurchmesser einen viel kürzeren Stiel. Außerdem fehlen bei ihm auffällige Zystiden. Die Lamellentrama der Nabelinge ist irregulär.

### Pfifferlings-Saftling
Ebenfalls ähnlich, wenn auch meist größer, kräftiger und mit glattem Stiel ist der Pfifferlings-Saftling
(Hygrocybe cantharellus). Sein Hut hat in der Regel einen Durchmesser von über 4 cm.

## Ökologie
Man kann den Pilz in moosigen Wiesen, in Laub- und Nadelwäldern, aber auch in Sumpfgebieten und Mooren finden. Er wächst zwischen verschiedenen Moosen, mit denen er wohl vergesellschaftet ist.
Die Fruchtkörper erscheinen einzeln bis gesellig zwischen Juni bis Oktober.

## Verbreitung
Der Orangerote Heftelnabeling ist nahezu weltweit verbreitet. Er wurde in Australien und Neuseeland, Asien (Türkei, Sri Lanka, Mongolei, Japan), Nordafrika (Marokko, Tunesien) und in Süd- und Nordamerika (Argentinien, Kanada und USA) nachgewiesen. Er ist ebenso in ganz Europa verbreitet. Im Norden erstreckt sich sein Verbreitungsgebiet bis nach Island, auf die Färöerinseln und Spitzbergen, im Süden bis zum Mittelmeer und im Osten bis weit nach Russland hinein. In Deutschland und Österreich ist der Heftelnabeling sehr häufig und weit verbreitet.

## Bedeutung
Der Orangerote Heftelnabeling ist zu klein und dünnfleischig, um als Speisepilz in Frage zu kommen.

## Namensherkunft
Die Gattung Rickenella wurde von Jörg Raithelhuber 1973 zu Adalbert Rickens Ehren benannt.
Fibula bedeutet "Spange, Heftel, Schnalle oder Klammer und bezieht sich auf die Schnallen an den Septen der Hyphen.